# Saison 1 de Top Chef
La première saison de Top Chef, émission de télévision franco-belge de téléréalité culinaire, est diffusée sur M6 et sur RTL-TVI pendant sept semaines du 22 février 2010 au 5 avril 2010.
Elle est remportée par Romain Tischenko (24 ans) qui remporte ainsi 100 000 €.

## Présentation et réalisation
L'émission est présentée par Stéphane Rotenberg et Sandrine Corman.
Elle est réalisée par Sébastien Zibi, Francis Coté et Pierre Leix-Cote et produite par Studio89 - Zeddes Prod.

## Principe
Après un casting réalisé dans toute la France et la Belgique, douze jeunes espoirs de la cuisine jugés par des chefs renommés s'affrontent dans différentes épreuves pour tenter de devenir le « Top Chef » de l'année et remporter 100 000 €.
Il y a une émission chaque semaine et chacune contient trois épreuves. La première épreuve s’appelle l’épreuve du «coup de feu» : On demande aux candidats de cuisiner en fonction d’un thème. La deuxième est l’épreuve «des chefs»: une partie des candidats part en extérieur et l’autre reste en studio. La dernière est celle de la «dernière chance». Les candidats nommés, jugés les moins bons sur les épreuves précédentes, se retrouvent et ont une heure pour faire un plat, une entrée ou un dessert. Il y a de 2 à 4 nommés et, à la fin de chaque semaine, après une dégustation à l'aveugle par le jury, l’un d’entre eux est éliminé,.

## Participants

### Jury
Le jury est composé des chefs Christian Constant, Thierry Marx, Ghislaine Arabian et Jean-François Piège. Cyril Lignac est juré lors des épreuves Coup de feu ainsi que de lors de la finale.

### Candidats
Il y a douze candidats dans la première saison de Top Chef,.
| Candidat | Candidat           | Âge    | Localisation     | Profession                                      | Progression                 |
| -------- | ------------------ | ------ | ---------------- | ----------------------------------------------- | --------------------------- |
| ♂        | Romain Tischenko   | 24 ans | Paris            | Second de cuisine dans un restaurant 1 étoile   | Vainqueur                   |
| ♂        | Pierre Augé        | 31 ans | Béziers          | Chef de son restaurant                          | Finaliste le 5 avril 2010   |
| ♂        | Brice Morvent      | 32 ans | Paris            | Chef à domicile indépendant                     | Éliminé le 5 avril 2010     |
| ♂        | Alexandre Dionisio | 28 ans | Bruxelles        | Sous-chef d'un restaurant 2 étoiles             | Éliminé le 5 avril 2010     |
| ♂        | David Fricaud      | 28 ans | Paris            | Chef de cuisine                                 | Éliminé le 29 mars 2010     |
| ♂        | Benjamin Kalifa    | 25 ans | Paris            | Chef à domicile                                 | Éliminé le 22 mars 2010     |
| ♂        | Grégory Cuilleron  | 29 ans | Lyon             | Amateur - Consultant en gastronomie             | Éliminé le 15 mars 2010     |
| ♀        | Yoaké San          | 25 ans | Paris            | Coach culinaire et chef à domicile              | Éliminée le 8 mars 2010     |
| ♂        | Benjamin Darnaud   | 25 ans | Paris            | Chef privé                                      | Éliminé le 1er mars 2010    |
| ♀        | Anaïs Catherine    | 21 ans | Paris            | Apprentie de cuisine dans une brasserie de luxe | Éliminée le 22 février 2010 |
| ♂        | Renaud Ramamourty  | 19 ans | Aulnay-sous-Bois | Commis de cuisine d'un restaurant 1 étoile      | Éliminé le 22 février 2010  |
| ♀        | Flora Lamoure      | 24 ans | Cagnes-sur-Mer   | Chef de partie dans un hôtel-restaurant         | Éliminée le 22 février 2010 |

1. 1 2  Pierre et Yoaké ont ensuite participé aux épreuves de sélection pour la saison 5 de Top Chef. Seul Pierre s'est qualifié et a pu intégrer la compétition, puis il a remporté cette édition.
2. ↑  Benjamin Kalifa est un ancien tentateur de la saison 6 de L'Île de la tentation diffusée durant l'été 2007 sur TF1.
3. ↑  Grégory est le grand vainqueur d'Un dîner presque parfait et participe depuis janvier 2010 à l'émission M.I.A.M : Mon Invitation À Manger présentée par Cyril Lignac chaque samedi soir à 20h05 sur M6.
4. ↑  Benjamin Darnaud est le présentateur de l'émission C moi qui régale diffusée sur Gulli.

### Progression des candidats
| Candidat            | Épisode 1 | Épisode 2 | Épisode 3 | Épisode 4 | Épisode 5 | Épisode 6 | Épisode 7    | Épisode 7 |
| ------------------- | --------- | --------- | --------- | --------- | --------- | --------- | ------------ | --------- |
| Épreuve coup de feu | -         | Alexandre | Pierre    | Brice     | Pierre    | -         | -            | -         |
| Romain Tischenko    | C2        | D.C.      | D.C.      | D.C.      | D.C.      | D.C.      | Classé 2e    | Gagnant   |
| Pierre Augé         | C2        | C1        | C2        | C2        | Épreuve   | Épreuve 3 | Classé 1er   | Finaliste |
| Brice Morvent       | C2        | C2        | C2        | C1        | Épreuve   | Épreuve 1 | Éliminé (3e) | [ N 3 ]   |
| Alexandre Dionisio  | C1        | D.C.      | C1        | D.C.      | Épreuve   | Épreuve 2 | Éliminé (4e) | [ N 3 ]   |
| David Fricaud       | D.C.      | C2        | C2        | C2        | D.C.      | Éliminé   |              | [ N 3 ]   |
| Benjamin Kalifa     | C2        | C1        | D.C.      | C1        | Éliminé   | [ N 4 ]   |              | [ N 3 ]   |
| Grégory Cuilleron   | C1        | D.C.      | C1        | Éliminé   |           | [ N 4 ]   |              | [ N 3 ]   |
| Yoaké San           | D.C.      | D.C.      | Éliminée  |           |           | [ N 4 ]   |              | [ N 3 ]   |
| Benjamin Darnaud    | C1        | Éliminé   |           |           |           |           |              | [ N 3 ]   |
| Anaïs Catherine     | Éliminée  |           |           |           |           | [ N 4 ]   |              | [ N 3 ]   |
| Renaud Ramamourty   | Éliminé   |           |           |           |           |           |              | [ N 3 ]   |
| Flora Lamoure       | Éliminée  |           |           |           |           |           |              | [ N 3 ]   |

Légende :
- Sauf mention plus explicite ou note, « C1 » / « C2 » /  « D.C. », signifie que le candidat s'est qualifié pour la semaine suivante grâce à une qualification lors de l'épreuve des chefs du groupe 1 de la semaine / l'épreuve des chefs du groupe 2  / l'épreuve de la Dernière chance
- Sauf mention plus explicite, Éliminé, signifie que le candidat a été éliminé à l'issue de l'épreuve de la Dernière chance
- concerne les candidats participant à une épreuve de la dernière chance
- indique que le candidat est présent lors de l'épisode en tant que commis ou dégustant après avoir été précédemment éliminé de la compétition

Notes :
1. 1 2 3 4  Ce candidat remporte un avantage pour la suite de l'épisode
2. 1 2 3  Épreuve de la guerre des restos
3. 1 2 3 4 5 6 7 8 9 10  Le candidat est présent dans cet épisode en tant que commis pour aider les candidats encore en lice
4. 1 2 3 4  Le candidat est présent dans cet épisode en tant que dégustant sur une épreuve

## Liste des épisodes

### Épisode 1
Cet épisode est diffusé pour la première fois le lundi 22 février 2010,.
Les douze candidats sont accueillis par Stéphane Rotenberg et Sandrine Corman dans les cuisines de Top Chef. Stéphane Rotenberg donne le coup d'envoi du concours en lançant le chronomètre de la première épreuve.

#### Épreuve d'entrée dans le concours
Les douze candidats disposent de 45 minutes pour préparer un plat de leur choix avec leurs propres ingrédients et ustensiles. Les candidats sont répartis en quatre groupes de trois, chaque groupe étant jugé par un chef différent, qui qualifiera les deux meilleurs d'entre eux, le troisième étant envoyé en épreuve de rattrapage. Deux candidats seront écartés du concours à l'issue de ce processus.
Le groupe 1 (Renaud, Romain et David) et le groupe 2 (Flora, Anaïs et Pierre) travaillent dans un premier temps. Ils reçoivent la visite de Cyril Lignac pendant qu'ils cuisinent. Au terme des 45 minutes, Renaud n'a pas eu le temps de procéder au dressage de son plat mais Stéphane Rotenberg lui laisse la possibilité de présenter ses préparations en l'état. Chacun de ces deux groupes se présente ensuite devant le chef qui va les juger, les candidats devant à tour de rôle expliquer l'idée de leur plat. Les plats du groupe 2 sont dégustés par Thierry Marx, qui classe les trois assiettes selon sa préférence et qualifie Anaïs et Pierre. Flora, dont l'assiette n'est que troisième, est envoyée en en épreuve de rattrapage. Les plats du groupe 1 sont dégustés par Ghislaine Arabian. Renaud décide de ne rien présenter, ce qui l'envoie d'office en épreuve de rattrapage. Après dégustation des assiettes de David et Romain, qualifiées d'office, Ghislaine Arabian demande à goûter les préparations de Renaud en cuisine et les trouve très bonnes.

Les six candidats des groupes 3 (Brice, Alexandre et Yoaké) et 4 (Grégory, Benjamin D. et Benjamin K.) cuisinent ensuite. Brice se coupe un doigt dès le début de l'épreuve, ce qui l'handicape pour la réalisation de son plat. A la dégustation du groupe 3, Christian Constant retient Benjamin K. et Grégory et envoie Benjamin D.en épreuve de rattrapage. Dans le groupe 4, Jean-François Piège reproche à Alexandre d'avoir cuisiné un plat avec des produits hors saison et sans assaisonnement et l'envoie en rattrapage, qualifiant les deux autres candidats. 
Les quatre candidats envoyés en épreuve de rattrapage, Renaud, Benjamin D., Flora et Alexandre, ont trente minutes pour réaliser un nouveau plat libre (le temps de cuisine n'est pas montré à l'écran). Les plats sont dégustés par le jury complet des quatre chefs en présence des quatre candidats, qui laissent ensuite le jury délibérer.
À l'issue du temps de délibération, les quatre candidats reviennent en cuisine pour tirer chacun un couteau de son fourreau. La couleur de la lame qu'ils découvrent indique s'ils sont qualifiés ou éliminés. Flora tire une lame orange, lui indiquant qu'elle est éliminée. Ensuite, Alexandre tire une lame acier, signe qu'il reste dans la course. Enfin, Renaud tire à son tour son couteau et découvre une lame orange. Il est donc éliminé tandis que Benjamin continue la compétition. Flora et Renaud quittent le concours.
Sandrine Corman invite les dix candidats qualifiés à découvrir ce qui les attend dans leur casier aux vestiaires : une veste de cuisine Top Chef et une mallette de couteaux de cuisine. Les candidats sont ensuite filmés partageant un moment de convivialité pendant la soirée dans leur hôtel.

#### Épreuve des chefs
Pour l'épreuve suivante, les candidats sont divisés en deux groupes, chaque groupe disputant une épreuve différente. Le premier groupe dispute son épreuve dans les cuisines de Top Chef, tandis que le second groupe dispute une épreuve en extérieur, dans une ferme.

##### 1ergroupe: brunch gastronomique
Le premier groupe comprenant Grégory, David, Alexandre et Benjamin D. se retrouve dans les cuisines de Top Chef avec Ghislaine Arabian et Thierry Marx. Les candidats ont trois heures et demie pour réaliser un brunch gastronomique avec des produits courants. En outre, leur brunch doit comprendre une brioche à tête.
Les candidats se lancent dans leurs préparations tandis que les chefs suivent leur progression sur un écran. Ghislaine Arabian et Thierry Marx viennent à tour de rôle en cuisine les mettre en garde sur le retard qu'ils prennent sur la réalisation de leur brioche. Trente minutes avant la fin de l'épreuve, Ghislaine Arabian vient demander aux candidats d'inclure dans leur brunch un œuf gras-cuit (dont le jaune est encore crémeux).
À l'issue des dégustations, chaque chef désigne séparément le candidat qu'il a trouvé le moins bon sur cette épreuve. Il peut donc y avoir jusqu'à deux candidats sanctionnés sur cette épreuve. Les candidats découvrent le verdict du jury par un tirage de couteaux. Alexandre, Benjamin et Grégory tirent une lame acier et sont donc qualifiés pour la suite du concours. David tire une lame orange, signe qu'il a recueilli le vote défavorable de chacun des deux chefs. Il est envoyé en dernière chance.

##### 2egroupe: plat et dessert en cocotte
Le second groupe, composé de Romain, Pierre, Anaïs, Yoaké, Brice et Benjamin K., se retrouve dans la ferme de Gally avec Sandrine Corman, Christian Constant et Jean-François Piège. Les six candidats vont devoir travailler en binôme en utilisant uniquement des produits de la ferme. Ils ont trois heures trente pour cuisiner un plat et un dessert en cocotte.
Les candidats commencent par sélectionner leurs légumes dans l'étal du maraîcher Joël Thiebault puis cuisinent dans une grange tandis que les chefs suivent leurs progrès sur un écran. Les candidats travaillent dans des conditions de froid fort et les feux s'éteignent parfois spontanément.
Les candidats dressent leur plat à la minute devant le jury. Romain et Pierre reçoivent des compliments pour leur plat et dessert qui sont parfaitement réalisés techniquement. La viande du plat de Yoaké et Anaïs est trop dure, faute d'une cuisson suffisante. Le jury constate ensuite que leur dessert n'est pas réalisé à la cocotte. Enfin, la viande du plat de Brice et Benjamin est insuffisamment cuite et le jury leur reproche les dissonances constatées pendant l'épreuve et qui transparaissent dans leur plat. La confusion des explications du binôme au moment de dresser le dessert confirme ce sentiment des chefs.
Les binômes découvrent le verdict du jury par un tirage de couteaux, à tour de rôle. Yoaké et Anaïs sont les seules à tirer une lame orange, signe que leur binôme a été le moins bon sur l'épreuve. Les deux candidates sont envoyées à l'épreuve de la dernière chance.

#### Épreuve de ladernière chance
Stéphane Rotenberg et Sandrine Corman accueillent Yoaké, David et Anaïs dans les cuisines de Top Chef et leur expliquent le principe de l'épreuve : les trois candidats disposent de dix minutes pour choisir des ingrédients au garde-manger afin de réaliser une entrée, et ne pourront plus y retourner ensuite. Après cela, ils disposeront d'une heure pour réaliser leur entrée.
Le chronomètre parti, les candidats découvrent que le garde-manger contient des produits de la mer et des légumes. Au terme des dix minutes, Stéphane Rotenberg lance le départ de l'épreuve de la dernière chance.
À l'issue du temps imparti, les plats sont dégustés à l'aveugle par les quatre chefs. Le jury est séduit à l'unanimité par la langoustine, sucrine braisée au gingembre. David est donc qualifié. C'est plus partagé entre les plats des deux candidates et le jury annonce qu'après une délibération houleuse, ils ont qualifié en second le trio de la mer. C'est donc Anaïs qui est éliminée,,,.

### Épisode 2
Cet épisode est diffusé pour la première fois le lundi 1er mars 2010.

#### Épreuvecoup de feu
Les neuf candidats encore en lice sont accueillis dans le hall d'entrée du studio par Stéphane Rotenberg, Sandrine Corman et Cyril Lignac. Ils y découvrent un buffet froid (légumes, saumon, huîtres, charcuterie, etc.) qu'ils sont invités à partager pour se détendre. Au bout d'un moment, Sandrine Corman les interrompt pour leur annoncer qu'une épreuve commence immédiatement. Les neuf candidats ont vingt minutes pour réaliser un amuse-bouche créatif avec les produits présents sur le buffet. L'épreuve se déroule autour du buffet et les candidats ne peuvent donc rien cuire.
Les bouchées sont dégustées à l'aveugle par Cyril Lignac, Tony Gomez, figure des nuits parisiennes, et Henri-Jean Servat, journaliste mondain. Tony Gomez préfère la bouchée apéritive d'Alexandre tandis qu'Henri-Jean Servat préfère celle de Brice. C'est par conséquent Cyril Lignac qui doit départager les deux candidats et désigner celui qui remportera un avantage pour l'épreuve suivante. Il choisit Alexandre.
Juste après l'épreuve coup de feu, Stéphane Rotenberg et Sandrine Corman présentent l'épreuve des chefs qui aura lieu le lendemain. Pour cette épreuve, les candidats seront séparés en deux groupes : un groupe va devoir cuisiner des abats, le deuxième groupe devra cuisiner des plats de moins de 500 calories. Au sein de chaque groupe, les candidats s'affronteront en binômes. Cyril Lignac forme les équipes : il associe Grégory et Romain et leur oppose Benjamin Kalifa et Pierre sur l'épreuve des repas à moins de 500 calories. Sur l'épreuve des abats il désigne Brice et David, contre Yoaké et Benjamin Darnaud. Alexandre, vainqueur de l'épreuve coup de feu, a l'avantage de pouvoir venir en renfort sur le binôme de son choix. Bien qu'attiré par le sujet des abats, il décide de rejoindre Grégory et Romain sur l'autre épreuve.

#### Épreuve des chefs

##### 1ergroupe: menu de moins de 500 calories
Le lendemain, Grégory, Romain, Alexandre, Benjamin Kalifa et Pierre se rendent au Lido, à Paris, après avoir travaillé pendant la nuit sur le thème de l'épreuve. Ils y sont accueillis par Stéphane Rotenberg, Jean-François Piège, Thierry Marx et deux nutritionnistes. Les candidats disposent de trois heure trente minutes pour réaliser un menu de moins de 500 calories comprenant un plat et un dessert. Ils commencent par faire leurs propres courses au marché Poncelet avant de revenir poser leurs ingrédients sur des plans de travail dressés sur la scène du Lido. Stéphane Rotenberg leur annonce alors qu'ils vont devoir cuisiner avec les ingrédients choisis par l'autre équipe. Les nutritionnistes viennent ensuite calculer les calories de leurs ingrédients pour que les binômes conçoivent leur menu. Après cela, les candidats partent en cuisine, tandis que les chefs suivent leurs préparatifs par écran interposé.
Les menus sont dégustés sur la scène du Lido par quatre danseuses du Lido et les deux chefs. Le plat et le dessert de Grégory, Romain et Alexandre plaisent aux deux chefs, mais ceux-ci regrettent la présentation de la lotte en petites pièces qui sont arrivées trop froides et trouvent que le dessert manque un peu d'aboutissement. Le poisson de Pierre et Benjamin est réussi, mais le riz est sec, la langoustine surcuite et il manque un jus. Le binôme est ensuite félicité pour son dessert.
Les candidats prennent connaissance du verdict par un tirage de couteaux. Benjamin et Pierre sont qualifiés tandis que les trois autres candidats sont envoyés en dernière chance.

##### 2egroupe: les abats
Le second groupe de candidats est accueilli dans les cuisines de Top Chef par Sandrine Corman, Ghislaine Arabian et Christian Constant. Les quatre candidats disposent de quatre heures pour réaliser deux entrées et un plat à partir de trois abats. Les binômes découvrent d'abord sous des torchons les produits qu'ils doivent décliner : Yoaké et Benjamin découvrent des pieds de veau et oreilles de cochon, de la cervelle et de la queue de bœuf tandis que Brice et David ont à cuisiner des tripes, du cœur de bœuf et de la langue. Les candidats sont ensuite invités à se mettre d'accord sur leurs recettes, car ils n'auront que deux minutes pour prendre d'autres ingrédients au garde-manger.
Ghislaine Arabian et Christian Constant suivent l'épreuve depuis un écran. Chaque binôme a le droit de les solliciter une fois pendant l'épreuve pour un conseil. Brice appelle le chef Christian Constant pour demander conseil pour le temps de cuisson du cœur de bœuf. Le chef lui conseille de l'escaloper assez finement avant de le poêler. Benjamin appelle à son tour le chef Constant pour vérifier les modes de cuisson de leurs abats.
Les candidats apportent ensuite leurs réalisations à Ghislaine Arabian et Christian Constant. Les chefs trouvent les plats de Brice et David agréables avec quelques maladresses et des erreurs de dressage. Ils dégustent ensuite les assiettes de Yoaké et Benjamin dans lesquelles ils semblent trouver plus d'erreurs.
Les candidats découvrent le verdict par un tirage de couteaux : Brice et David tirent une lame acier et sont qualifiés pour la semaine suivante. Yoaké et Benjamin sont envoyés en épreuve de la dernière chance.
Les neuf candidats se retrouvent ensuite en soirée dans leur hôtel.

#### Épreuve de la dernière chance
Le jour suivant, Grégory, Romain, Alexandre, Yoaké et Benjamin D. se retrouvent dans les vestiaires. En cuisine, Stéphane Rotenberg et Sandrine Corman leur annoncent que les candidats devront préparer un dessert. Ils disposent de dix minutes dans le garde-manger puis d'une heure en cuisine. À la sortie du garde-manger et avant de lancer le chronomètre, Stéphane Rotenberg demande aux candidats d'annoncer le nom du dessert qu'ils vont préparer.
Les jurés dégustent les cinq desserts à l'aveugle. Les desserts de Yoaké et Alexandre plaisent, au contraire de ceux de Grégory et Benjamin D. Le dessert de Romain est jugé trop simple mais agréable.
Les cinq candidats reviennent en cuisine prendre connaissance du verdict du jury. Alexandre et Yoaké sont félicités pour leurs desserts. Puis Romain est qualifié malgré des réserves de Thierry Marx. L'élimination se joue entre Grégory et Benjamin. C'est finalement le dessert de coings qui n'est pas retenu et c'est Benjamin Darnaud qui quitte la compétition,,,.

### Épisode 3
Cet épisode est diffusé pour la première fois le lundi 8 mars 2010.

#### Épreuvecoup de feu
Les huit candidats encore en lice doivent sont accueillis dans les cuisines de Top Chef par Sandrine Corman, Stéphane Rotenberg et Ghislaine Arabian pour le coup de feu. Les candidats découvrent en retournant l'ardoise présente sur leur plan de travail le plat détesté des enfants qu'ils devront préparer en une heure quinze de façon qu'il soit apprécié par un jury de huit enfants âgés de cinq à huit ans. Les candidats sont aidés en cuisine par Ghislaine Arabian qui leur conseille de travailler le visuel et de le rendre ludique.
Les enfants et Ghislaine Arabian dégustent les plats à l'aveugle en cuisine devant les candidats puis votent chacun pour leur plat préféré. Les plats de Grégory, Romain et Pierre, ex æquo, reçoivent chacun deux voix des enfants. C'est à Ghislaine Arabian de départager les premiers, Elle opte alors pour le plat de Pierre, qui remporte un avantage pour l'épreuve suivante.

#### Épreuve des chefs
À la fin de l'épreuve coup de feu, les candidats sont séparés en deux groupes par Ghislaine Arabian : Pierre, Benjamin, David et Brice feront une épreuve de pâtisserie tandis que Grégory, Alexandre, Yoaké et Romain, qui ont déjà fait une épreuve de pâtisserie en dernière chance, iront réaliser le lendemain un banquet pour deux cents personnes. Les candidats s'affronteront en binômes et c'est Pierre qui forme les quatre binômes. Il décide de s'associer à Brice. Les candidats se retrouvent ensuite à dîner dans le restaurant de Cyril Lignac. Ce dernier reçoit en fin de repas les candidats affectés sur le banquet et leur transmet la liste des ingrédients dont ils disposeront. De la sorte, les candidats, peuvent élaborer leurs recettes avant l'épreuve.

##### 1ergroupe: buffet pour 200 personnes
Grégory, Alexandre, Yoaké et Romain sont accueillis à l'Hôtel Lutetia par Stéphane Rotenberg, Ghislaine Arabian et Philippe Renard (chef du Lutetia). Les candidats doivent préparer en quatre heures un buffet pour 200 personnes dans le cadre d'un banquet en faveur de l'association Handisport. Chaque équipe est assistée de quatre commis, élèves en école de cuisine. Yoaké et Romain disposeront d'un avantage et pourront emprunter deux des commis à leurs adversaires pendant une demi-heure.
Alexandre a l'habitude des grandes brigades et coache les commis tandis que Yoaké et Romain ne communiquent pas et ne gèrent pas leurs commis. Ghislaine Arabian et Philippe Renard, qui suivent l'épreuve depuis un écran, viennent mettre la pression à Yoaké et Romain et constatent qu'ils ne gèrent pas bien leurs ingrédients et ne cuisinent pas assez de quantité. La tension monte également entre Alexandre et Grégory. Vers la fin de l'épreuve, les chefs constatent que Grégory et Alexandre sont en retard sur le dressage de leurs desserts et que Romain et Yoaké ont toujours un problème de quantités. Romain et Yoaké prennent alors les deux commis à leurs adversaires. À la fin du temps imparti, les verrines ne sont pas toutes dressées. Après que les chefs ont constaté le retard, les commis continuent les préparations tandis que les candidats dressent les buffets pour les convives. Le buffet démarre avec retard.
À la fin de l'épreuve, les chefs sont mécontents des deux équipes et envisagent d'envoyer les quatre candidats en dernière chance. Les candidats prennent connaissance du verdict par un tirage de couteaux. Yoaké et Romain tirent une lame orange. Grégory et Alexandre tirent une lame acier et sont qualifiés pour la suite du concours.

##### 2egroupe: la pâtisserie

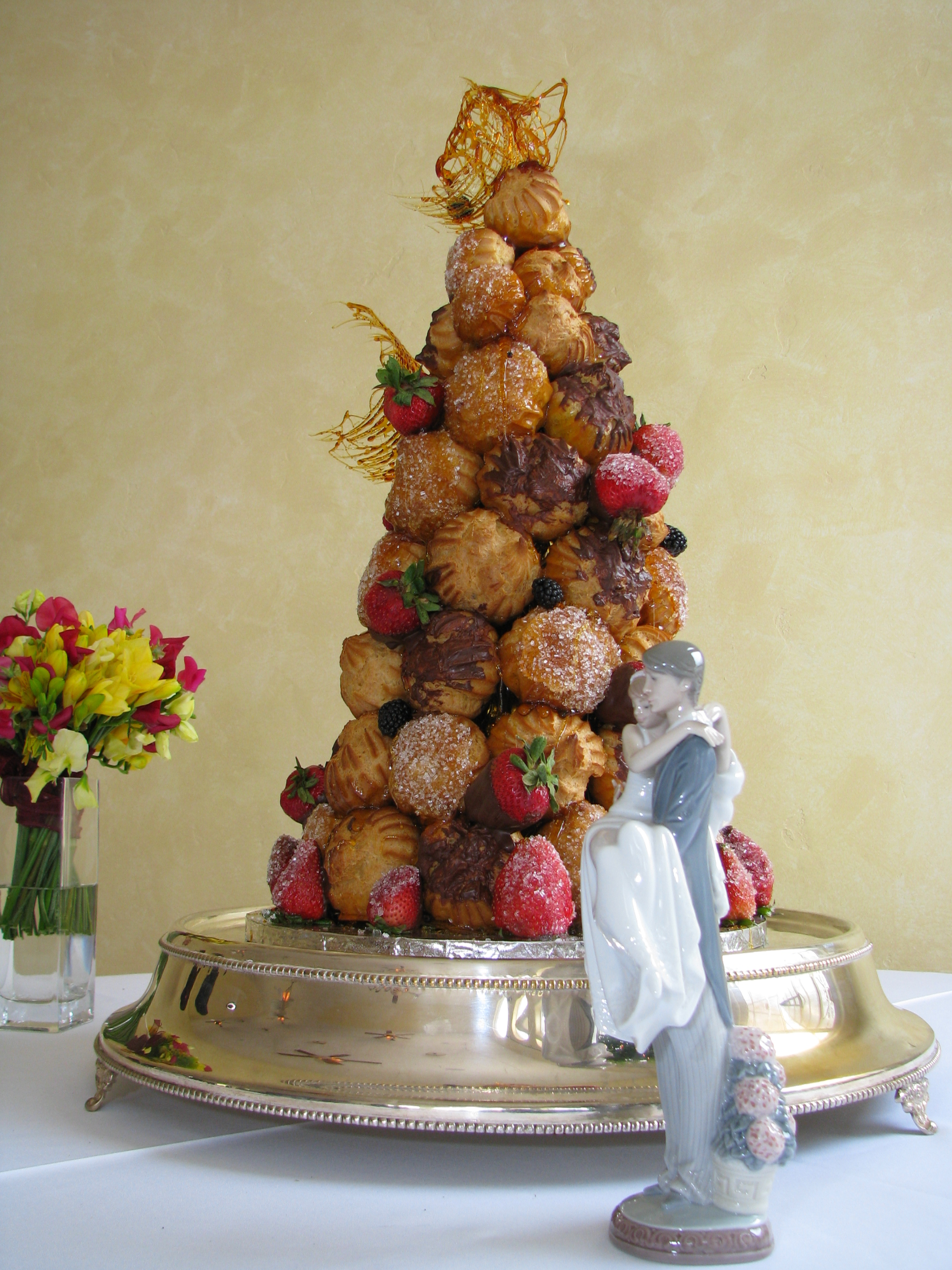
Le genre de pièce montée attendue par Christophe Adam.

Pierre, Brice, David et Benjamin sont accueillis dans les cuisines de Top Chef par Sandrine Corman, Jean-François Piège et Christian Constant. Le thème de l'épreuve est donné par Christophe Adam, chef pâtissier : les deux binômes doivent réaliser une pièce montée ou croque-en-bouche en trois heures trente. Après avoir réalisés les choux, la crème pâtissière et le caramel, les candidats seront attendus sur le soin apporté à l'apparence et la finition au moment du dressage.
Les trois chefs suivent les préparations depuis un écran de télévision. Lorsque les candidats commencent à monter la pièce en collant les choux avec le caramel, Christophe Adam décide d'intervenir en les voyant ne pas monter correctement les choux. David et Benjamin nomment leur pâtisserie Pièce montée Top Chef 2010 et la décorent avec des fruits confits, tandis que Pierre et Brice intitulent la leur Totem façon Saint-Honoré, et l'habillent en soufflant dessus de la poudre de cacao.
À trente minutes de la fin de l'épreuve, Jean-François Piège et Christian Constant demandent aux candidats de réaliser chacun un financier afin de pouvoir les départager individuellement. Benjamin délaisse son binôme pour réaliser sa recette pendant que Brice se retrouve seul à dresser la pièce montée. Benjamin lance un financier aux noisettes, Pierre un financier à la vanille avec un glacé de caramel à la purée de mangue. Brice réalise un financier à la pistache. David se lance à son tour dans un financier aux saveurs de mandarine.
Les pièces montées sont servies par les candidats à Christophe Adam, Jean-François Piège et Christian Constant qui les dégustent devant chaque binôme. Le verdict est annoncé aux binômes par tirage de couteaux. Pierre et Brice tirent une lame acier et son qualifiés pour la suite du concours. Benjamin et David sont départagés par une nouvelle dégustation. Les chefs Piège et Constant dégustent d'abord le Financier aux pépites de chocolat et écorces de mandarine de David puis le Financier aux fruits confits de Benjamin qu'ils trouvent en manque de cuisson. Les deux chefs préfèrent le financier de David qui est donc qualifié à son tour tandis que Benjamin est envoyé en dernière chance.

#### Épreuve de ladernière chance
Yoaké, Romain et Benjamin disposent d'une heure pour cuisiner un plat de leur choix, après dix minutes de sélection au garde-manger. Tous les ingrédients qu'ils prennent aux garde-manger doivent être utilisés.
En sortie de garde-manger et avant de lancer le chronomètre, Stéphane Rotenberg donne dix secondes aux candidats pour qu'ils décident du nom de leur plat : Benjamin annonce un roulé de sole à la ricotta, une purée de pommes de terre Vitelotte à l'abricot sec avec une sauce légère à l'orange, Yoaké un pot-au-feu de la mer et Romain un turbot grillé, artichauts poivrade, neige de pomme-gingembre.
À la fin du temps imparti, Sandrine Corman appelle les candidats dans l'arrière-cuisine, tandis que Christian Constant, Ghislaine Arabian, Thierry Marx et Jean-François Piège viennent déguster les trois plats à l'aveugle. La sole et le pot-au-feu recueillent des réserves tandis que le plat de turbot est jugé bien fait, faisant dire à Jean-François Piège « c'est la première fois qu'on est scotché ».
Les candidats se présentent ensuite devant le jury attablé. Le jury annonce que le plat de turbot a fait l'unanimité du jury. Romain est donc qualifié. Les chefs indiquent ensuite que le pot-au-feu était plus réussi visuellement tandis que le roulé de sole était plus réussi gustativement avant d'annoncer que le plat éliminé est le pot au feu. Yoaké est donc éliminée de la compétition,,,.

### Épisode 4
Cet épisode est diffusé pour la première fois le lundi 15 mars 2010.

#### Épreuvecoup de feu
Les sept candidats restants sont accueillis dans les cuisines de Top Chef par Stéphane Rotenberg, Sandrine Corman et Cyril Lignac. Ce dernier leur demande de réaliser une pizza de grand chef en 60 minutes. Ils seront jugés par quatre chefs pizzaïolos italiens.
Romain et Brice basent leur garniture de pizza sur une ratatouille, Brice prenant le parti de ne pas mettre de viande. Alexandre s'inspire de la sauce amatriciana. Pierre s'inspire de la pissaladière. Grégory décide de se démarquer avec des assemblages originaux. Brice réalise une pizza d'inspiration paysanne. Cyril Lignac est présent pendant toute l'épreuve aux côtés des candidats. Les candidats partagent le même four à pizza électrique et la plupart des candidats cuisent trop leur pizza. Brice, qui enfourne la sienne en dernier, tire les leçons des ratages de ses adversaires.
Les pizzas sont dégustées par les quatre pizzaïolos et Cyril Lignac et les critiques des pizzaïolos agacent Romain et surtout Alexandre qui peste à voix basse pendant les dégustations. Avec trois votes du jury en sa faveur, c'est Brice qui gagne l'épreuve avec sa pizza ratatouille sans viande. Il remporte donc un avantage pour l'épreuve des chefs prévue le lendemain.

#### Épreuve des chefs
Pour l'épreuve des chefs, les candidats sont divisés en deux groupes : le premier groupe va devoir travailler dans les appartements d'un immeuble à devoir cuisiner avec les ingrédients et la cuisine des habitants. Le second groupe va avoir une épreuve autour de la cuisine moléculaire. Brice, ayant remporté l'épreuve coup de feu, peut choisir son épreuve et choisit l'épreuve chez les particuliers. Cyril Lignac forme le reste des groupes. Il envoie Grégory et Benjamin chez les particuliers et les quatre autres candidats en cuisine moléculaire.

##### 1ergroupe: cuisiner chez des particuliers
Le lendemain, Brice, Benjamin et Grégory sont accueillis dans le square Paul-Painlevé à Paris par Stéphane Rotenberg, Christian Constant et Jean-François Piège. Ils se rendent ensuite dans un immeuble de la rue Saint-Jacques où Brice pourra choisir l'appartement dans lequel il voudra cuisiner et choisir ceux de ses adversaires. Brice choisit de cuisiner dans l'appartement appartenant à un jeune couple avec deux enfants dans lequel les produits présents dans le réfrigérateur lui ont plu. Il envoie Benjamin dans la cuisine des étudiants pour l'handicaper et donne à Grégory l'appartement d'un couple de retraités.
Les candidats ont deux heures trente pour cuisiner une entrée et un plat et le moins convaincant d'entre eux sera envoyé en dernière chance. Quinze minutes après le début de l'épreuve, Jean-François Piège vient priver les candidats de leurs propres couteaux. Grégory aiguise les couteaux des particuliers comme il peut, en utilisant le dessous d'une assiette. Au bout d'une heure, Stéphane Rotenberg leur apporte à tour de rôle un chien à garder pendant 15 minutes, ce qui constitue une contrainte supplémentaire. Une heure avant la fin de l'épreuve, les chefs téléphonent aux candidats pour les dissiper. lls leur annoncent ensuite qu'ils doivent préparer un dessert à base de gâteaux secs. En guise d'ultime difficulté, le gaz, l'eau et l'électricité sont coupés pour une durée indéterminée.
Quinze minutes avant la fin de l'épreuve, les habitants arrivent en avance, ce qui perturbe les candidats. Le menu de chaque candidat est dégusté par les habitants de l'appartement et les deux chefs.
Les candidats prennent connaissance du verdict par un tirage de couteaux dans un des appartements. Brice et Benjamin tirent tous les deux une lame acier et sont qualifiés tandis que Grégory tire une lame orange et est envoyé en dernière chance.

##### 2egroupe: la cuisine moléculaire
Le second groupe s'affronte dans les cuisines de Top Chef où il est accueilli par Sandrine Corman, Ghislaine Arabian et Thierry Marx.
Thierry Marx constitue les deux équipes (Alexandre et Romain feront face à Pierre et David) et leur fait ensuite une démonstration de cuisine moléculaire. Les candidats reçoivent ensuite un cours d'initiation d'une heure à la cuisine moléculaire par deux chimistes collaborateurs de Thierry Marx, Raphaël Haumont et Jean-Baptiste Rivière. Ils doivent ensuite réaliser une entrée, un plat et un dessert en y intégrant les trois techniques apprises pendant le cours (la sphérification, l'émulsion stable de jus de moule, le soufflé moléculaire). Pendant l'épreuve, les chefs suivent la progression des candidats sur un écran. Thierry Marx décide d'intervenir en cuisine quand il voit David rater la liaison pour faire le soufflé. Dans l'autre équipe, Au moment du dressage, Alexandre et Romain oublient de dresser l'émulsion dans l'assiette de rouget 
À la dégustation, Thierry Marx et Ghislaine Arabian commencent par le menu de Pierre et David dans lequel ils trouvent quelques défauts. Au moment de déguster le menu d'Alexandre et Romain, il autorise le binôme à retourner chercher son émulsion manquante en cuisine mais sermonne Alexandre pour la mauvaise humeur qu'il a témoigné pendant l'épreuve. Les chefs découvrent ensuite que le rouget n'est pas assez cuit. Les candidats découvrent le verdict par une cérémonie des couteaux au cours de laquelle Ghislaine Arabian recadre à son tour Alexandre en lui disant que ses « réflexions ne sont pas à la hauteur de son talent ». David et Pierre découvrent qu'ils sont qualifiés tandis que Romain et Alexandre sont envoyés en Dernière chance.

#### Épreuve de ladernière chance
Pour être départagés, Grégory, Romain et Alexandre, doivent préparer une entrée en une heure, après avoir eu dix minutes dans le garde-manger. Ils choisissent tous les trois de cuisiner des coquilles Saint-Jacques. Grégory prend également quelques oursins.
Les quatre chefs dégustent les plats des trois candidats à l'aveugle. Les Saint-jacques marinées, pousses et racines d'hiver de Romain plaisent aux jurés. Par contre, le Pèlerinage hivernal de Grégory et la Poêlée de Saint-jacques, pommes de terre citronnées d'Alexandre déçoivent ; les jurés veulent éliminer les deux assiettes. Finalement, pour départager Grégory et Alexandre, il leur est demandé de faire trois œufs au plat en 5 minutes. Les chefs ont de nouveau du mal à départager les deux candidats et c'est finalement Alexandre qui est sauvé et Grégory qui est éliminé,,,,,,,,,

### Épisode 5
Cet épisode est diffusé pour la première fois le lundi 22 mars 2010.

#### Épreuvecoup de feu
Il n'y a plus que six candidats en lice. Ils sont accueillis dans les cuisines de Top Chef par Stéphane Rotenberg, Sandrine Corman et Cyril Lignac. Ce dernier leur demande de réaliser un plateau télé en 60 minutes où tout doit pouvoir se déguster avec les doigts (finger food).
Ce sont quatre animateurs phares de la chaîne qui ont été appelés par la production pour les juger : Alex Goude (présentateur de la météo, de La France a un incroyable talent, de Total Wipeout), Virginie Guilhaume (présentatrice d'Accès Privé, de Nouvelle Star), Estelle Denis (présentatrice de 100 % Mag) et Stéphane Plaza (présentateur de Maison à vendre) qui arrivent en cuisine et perturbent les candidats pendant leurs préparatifs.
Les préparatifs terminés, les candidats apportent leurs plateaux aux quatre animateurs et à Cyril Lignac. Lors de la dégustation, Cyril Lignac met en garde Benjamin qu'il trouve d'un niveau inférieur aux autres candidats. Après dégustation, les plateaux télés de Pierre et Brice comme sortent du lot et obtiennent chacun deux voix. Cyril Lignac doit alors départager les deux candidats et désigne Pierre comme vainqueur de l'épreuve avec son Plateau télé façon Petit Pierre.

#### La Guerre des restos
Il n'y a qu'une seule épreuve des chefs, intitulée « La Guerre des Restos ». Séparés en deux équipes, les candidats doivent monter en vingt-quatre heures un concept de restaurant éphémère dans une salle qui leur est attribuée. Pour tout mettre en place (déco, meuble et nourriture) chaque groupe dispose de 2 000 euros et de l'aide d'un décorateur et d'une graphiste.
Pierre ayant remporté l'épreuve Coup de feu choisit ses coéquipiers : il décide de concourir avec Alexandre et Brice, laissant Romain, Benjamin et David face à eux. En outre Pierre choisit la pièce et opte pour le vestiaire de Top Chef, laissant le garde-manger de Top Chef à l'autre équipe. Les candidats disposent de la soirée et d'une nuit pour discuter du concept qu'ils mettront en place le lendemain.
Dans l'équipe 1, Romain, Benjamin et David se divisent mais finissent par opter pour l'idée de Benjamin d'une décoration « zen et tendance ». Le trinôme opte pour le nom Alvéole. Dans la seconde équipe Brice et Alexandre laissent Pierre proposer son concept de loft américain. Ils s'accordent sur une atmosphère de rue new-yorkaise et baptisent leur restaurant Street.
Le lendemain matin, un membre de chaque équipe part choisir du matériel à louer, un autre achète la nourriture au marché Edgar-Quinet et le troisième achète des accessoires. De retour en cuisine, Stéphane Rotenberg et Sandrine Corman laissent quatre heures aux équipes pour monter leur restaurant dans leur local et pour réaliser leurs plats dans les cuisines de Top Chef. Les quatre chefs suivent les préparatifs des candidats depuis un écran. Pierre, Brice et Alexandre déplacent des tables de cuisson et des plans de travail dans les vestiaires pour y réaliser une cuisine ouverte. Dans l'équipe 1, Benjamin s'occupe de monter les meubles, tandis que Romain est en cuisine.
En plus des quatre chefs, Patricia Alexandre, directrice de la rédaction au Gault et Millau juge également les deux concepts de restaurant. Les jurés commencent par l'Alvéole et pressent Benjamin de demandes sur le menu et les boissons. Ghislaine Arabian demande dans les deux restaurants à manger sans viande ni poisson.
Après les dégustations, les deux équipes se présentent devant le jury et écoutent la critique des restaurants par Patricia Alexandre. Ils prennent ensuite connaissance du verdict par une cérémonie des couteaux. Le jury qualifie le restaurant new-yorkais de Pierre, Brice et Alexandre. Les trois autres candidats doivent se départager dans l'épreuve de la dernière chance.

#### Épreuve de ladernière chance
Romain, Benjamin et David disposent d'une heure pour réaliser le plat de leur choix après avoir choisi leurs ingrédients dans un garde-manger relativement vide
Romain est à sa quatrième épreuve de la dernière chance de suite et lance un homard rôti et légumes racines. David réalise une roulade de lapin et crémeux d'artichaut. Benjamin fait une roulade de dinde aux girolles et figues sèches. En fin d'épreuve, Romain, pris par le temps, n'a pas le temps de mettre sa sauce sur le plat. Il est quand même sauvé par le jury qui lui reproche néanmoins de toujours réaliser le même style de cuisine. Malgré un cheveu retrouvé dans l'assiette de Jean-François Piège réalisé par David, c'est Benjamin qui est éliminé de la compétition en raison d'un assaisonnement peu réussi, non adéquat,,,,.

### Épisode 6
Cet épisode est diffusé pour la première fois le lundi 29 mars 2010.
Les cinq derniers candidats, Brice, Romain, David, Alexandre et Pierre, s'affrontent en demi-finale pour les quatre places de la finale. Dans cet épisode, à chaque épreuve, un candidat se qualifie pour la finale. Dans cette émission, les candidats s'affrontent dans potentiellement quatre épreuves et non trois maximum comme dans les émissions précédentes.

#### 1reépreuve
Les cinq candidats sont accueillis dans les cuisines de Top Chef par Stéphane Rotenberg et Cyril Lignac. Ce dernier leur demande de revisiter un plat typique de l'enfance en 60 minutes. Chaque candidat découvre, en soulevant un torchon, le plat qu'il doit travailler. Les candidats ne le savent pas encore, mais ce sont leurs proches qui viennent les juger à l'aveugle.
Les plats terminés, les candidats suivent la dégustation du jury sur un écran et découvrent alors la présence de leurs proches. Après dégustation des cinq plats, les cinq jurés désignent leur plat préféré. Les candidats reviennent ensuite en cuisine, face à leurs proches, pour découvrir les votes. Avec trois votes, dont celui de sa compagne, Brice remporte cette épreuve et se qualifie le premier pour la finale.

#### 2eépreuve
Sandrine Corman, Thierry Marx et Ghislaine Arabian expliquent le principe de l'épreuve suivante aux quatre candidats restants : ils doivent réaliser un hamburger avec son accompagnement à base de pommes de terre en une heure trente. C'est Brice, vainqueur de la première épreuve, qui compose les binômes : il associe Alexandre avec Romain, et Pierre avec David. À moins de vingt minutes de la fin de l'épreuve, Ghislaine Arabian et Thierry Marx demandent aux binômes de cuisiner également un hamburger sucré servi comme dessert.
Les hamburgers sont dégustés à l'aveugle par Thierry Marx, Ghislaine Arabian et quatre candidats éliminés de Top Chef : Gregory, Yaoké, Anaïs et Benjamin K. A la dégustation, ils se mettent d'accord pour donner la victoire aux hamburgers de Romain et Alexandre.
Les chefs, qui avaient suivi la préparation des plats sur un écran, doivent ensuite départager le binôme en jugeant quel est le candidat le plus méritant. C'est Alexandre qui est qualifié à son tour en finale.

#### 3eépreuve
Les trois candidats non encore qualifiés en finale : David, Pierre et Romain, sont accueillis dans les cuisines du Ritz par Stéphane Rotenberg et le chef étoilé et Meilleur ouvrier de France Michel Roth. Les candidats doivent réaliser en une heure quinze un plat présent dans la carte du restaurant en se basant uniquement sur l'intitulé du plat. C'est le chef Roth qui attribue un intitulé de plat à chaque candidat.
Pour cette épreuve, les candidats portent la toque. Michel Roth éliminera avant la dégustation le plat qu'il jugera le moins digne d'être présenté à Jean-François Piège et Christian Constant.
Trente minutes avant la fin du temps imparti, Stéphane Rotenberg annonce que, pour corser l'épreuve, les chefs ont décidé de commander un menu pour chiens baptisé « Ouaf », composé de trois éléments : du riz basmati, du bœuf et des haricots verts.
À la fin de l'épreuve, Michel Roth décide d'envoyer les plats de Romain et de Pierre en dégustation, trouvant leur goût meilleur que celui de David. David est donc envoyé en épreuve de la dernière chance.
Les plats de Pierre et de Romain sont dégustés par les chefs Christian Constant et Jean-François Piège dans la Suite impériale du Ritz. Après une longue délibération, le plat de Pierre est classé devant celui de Romain. Pierre rejoint Brice et Alexandre en finale, tandis que Romain part en dernière chance affronter David.

#### Épreuve de ladernière chance
Romain et David s'affrontent en dernière chance pour décrocher la dernière place en finale. Ils disposent d'une heure pour réaliser une entrée autour d'un produit imposé par les chefs : la caille.
Romain réalise une caille rôtie, céleri et vinaigrette balsamique tandis que David fait une caille farcie, pomme de terre fondante, jus aux fruits secs des bois.
Les quatre chefs dégustent les deux plats à l'aveugle et sont en difficulté pour les départager. Jean-François Piège demande alors à observer les plans de travail pour se faire une idée. David ayant laissé trop de matière première en cuisine, c'est Romain qui est finalement sauvé et se qualifie à son tour en finale, rejoignant Alexandre, Pierre et Brice. David est éliminé aux portes de la finale,,.

### Épisode 7
Cet épisode est diffusé pour la première fois le lundi 5 avril 2010.
Les quatre finalistes sont réveillés au milieu de la nuit par les chefs et emmenés de leur hôtel au marché de Rungis, où ils sont accueillis par Stéphane Rotenberg et les cinq chefs de Top Chef. Stéphane Rotenberg leur explique le déroulement de la finale : les candidats s'affronteront sur deux premières épreuves où ils pourront marquer des points attribués individuellement par chaque membre du jury. Les deux candidats ayant obtenu le plus de points s'affronteront lors d'une grande épreuve finale.

#### 1reépreuve
À Rungis, les finalistes ont huit heures pour faire leurs courses auprès des grossistes et retourner dans les cuisines de Top Chef pour préparer un plat de viande et un plat de poisson pour huit personnes.
Ils sont jugés par les cinq chefs (Cyril Lignac, Ghislaine Arabian, Jean-François Piège, Thierry Marx et Christian Constant) ainsi que par Michel Roth (chef du Ritz) et Philippe Renard (chef du Lutetia). Les jurés dégustent à l'aveugle séparément et donnent individuellement leurs notes à chaque plat. Les candidats suivent depuis un écran la dégustation des chefs Roth et Renard ainsi que leur verdict. Les chefs donnent quatre points au plat qu'ils préfèrent et deux points au second. Les deux autres plats ne marquent rien. Les notes des cinq autres chefs, insérées dans une urne, ne sont révélées qu'au moment du dépouillement final, après la seconde épreuve.
Michel Roth et Philippe Renard préfèrent les plats de poisson de Romain et de Pierre mais préfèrent les plats de viande de Brice et d'Alexandre.

#### 2eépreuve
Les candidats sont accueillis par Sandrine Corman dans un supermarché bio. Ils doivent y acheter les ingrédients pour une entrée et un dessert à réaliser pour de la vente à emporter haute gamme. Leurs créations seront mises en vente en vitrine d'un grand traiteur parisien. La présentation de leurs créations va s'avérer déterminante, en effet des points sont donnés en fonction du succès à la vente auprès de la clientèle. Celui dont les créations sont épuisées en premier remporte quatre points et le second deux points.
Les candidats disposent de quatre heures en cuisine pour réaliser leurs plats et pour les emballer. Brice rate son dessert, faute d'avoir su gélifier sa crème à l'agar-agar. Ses trois concurrents viennent l'aider en fin d'épreuve pour dresser et emballer son dessert. Les plats sont ensuite acheminés dans la boutique du traiteur. Les candidats suivent sur un écran les ventes de leurs créations, mais les notes des cinq autres chefs en fonction de la dégustation à l'aveugle ne sont révélées qu'au moment du dépouillement final.
À la vente, les desserts de Pierre de de Romain sont épuisés en premier, tandis que les entrées se vendent de façon plus homogène. Ce sont finalement les entrées de Brice et Alexandre qui sont écoulées avant celles de Pierre et Romain.
De retour dans les cuisines de Top Chef, Stéphane Rotenberg et Sandrine opèrent un dépouillement pour décompter les points obtenus lors des deux épreuves et notés sur des bulletins remplis par chaque chef. Pierre arrive largement en tête avec 62 points. Les résultats sont plus serrés derrière, Romain arrive second avec 32 points, tout juste devant Brice avec 30 points, suivi par Alexandre avec 20 points.
| Candidats | Classement | Total | Poisson | Viande | Entrée | Dessert |
| --------- | ---------- | ----- | ------- | ------ | ------ | ------- |
| Pierre    | 1er        | 62    | 10      | 14     | 20     | 18      |
| Romain    | 2e         | 32    | 12      | 6      | 4      | 10      |
| Brice     | 3e         | 30    | 4       | 14     | 8      | 4       |
| Alexandre | 4e         | 20    | 10      | 2      | 4      | 4       |

Pierre et Romain sont ainsi qualifiés pour la grande finale. Brice et Alexandre sont éliminés.

#### Grande finale
Pour cette finale, Pierre et Romain se mesurent dans un grand restaurant, le Trianon Palace à Versailles, où ils sont accueillis par Stéphane Rotenberg, Sandrine Corman et le chef Simone Zanoni.
Ils doivent y préparer une entrée, un plat et un dessert en 10 heures pour 105 personnes (les cinq jurés et cent téléspectateurs tirés au sort).
Ils sont aidés par les dix anciens candidats de Top Chef qui deviennent leurs commis : Pierre, arrivé en tête sur l'épreuve précédente, choisit en premier un commis parmi les ex-candidats et prend Alexandre ; Romain choisit ensuite Grégory, puis Pierre appelle David, Renaud, Brice et Yoaké, en alternance avec Romain qui retient Benjamin D., Anaïs, Flora et Benjamin K.
| Candidat | Entrée                                                          | Plat                                                                      | Dessert                                            |
| -------- | --------------------------------------------------------------- | ------------------------------------------------------------------------- | -------------------------------------------------- |
| Pierre   | Encornet provençal, crépinette de queue de bœuf et jus de daube | Pièce de bœuf rôtie, agria pochées à l'eau de mer et croque méditerranéen | Croustillant chocolat, praliné amandes-noisettes   |
| Romain   | Homard breton et ses légumes croquants de saison                | Entrecôte de bœuf Wagyu, croustillant de joues, neige de daïkon           | « Tarte rhubarbe », mousse de mangue et panna coco |

À la fin du dîner, chacun des 105 convives vote pour chacun des plats du menu. Les cinq chefs semblent tous préférer le menu de Pierre. Le résultat de la totalité des votes n'est dévoilé que 15 jours plus tard, chez chacun des finalistes entouré de sa famille et amis, Pierre à Béziers et Romain à Paris.
Les deux finalistes tirent un couteau pour connaître le verdict sur chaque plat. Pierre tire une lame couleur acier pour l'entrée, Romain le rattrape sur le plat. Le dessert est donc décisif pour les deux chefs.
Finalement, c'est Romain, qui tire la dernière lame acier et remporte le titre de Top Chef 2010 ainsi que la récompense de 100 000 euros. Pierre le chef de brigade, qui n'avait jamais été à l'épreuve de rattrapage est donc battu sur le fil par Romain le second de cuisine,,,.

## Tournage
La saison 1 de Top Chef est tournée par Sébastien Zibi à partir de la mi-janvier 2010 en une durée très courte dans les locaux de l'usine Clacquesin à Malakoff. Dans une interview donnée en 2020 à L'Express, Sébastien Zibi dit « Je ne peux pas revoir ces séquences, ça me fait mal parce qu'on l'a fait dans une telle urgence.... La question, c'était : que peut-on fabriquer en 10 jours ? ». Dans une interview donnée en 2010 au magazine Femmes d'Aujourd'hui, le finaliste Alexandre Dionisio semble indiquer un tournage d'une durée de cinq semaines.
La finale est tournée plus tard au Trianon Palace à Versailles et le tournage des résultats une quinzaine de jours plus tard. La première saison est tournée dans des conditions d'urgence afin que l'émission soit lancée avant l'émission concurrente Masterchef sur TF1. Les décors de la première saison sont détruits à la fin du tournage.

## Audiences
| Épisode | Jour et horaire de diffusion      | Téléspectateurs en million(s) | Parts de marché (sur les 4 ans et plus) | Référence |
| ------- | --------------------------------- | ----------------------------- | --------------------------------------- | --------- |
| 1       | Lundi 22 février 2010 20:40-23:50 | 2 700 000                     | 12,1 %                                  | [ 60 ]    |
| 2       | Lundi 1er mars 2010 20:40-23:50   | 3 100 000                     | 14,6 %                                  | [ 61 ]    |
| 3       | Lundi 8 mars 2010 20:40-23:15     | 3 100 000                     | 14,4 %                                  | [ 62 ]    |
| 4       | Lundi 15 mars 2010 20:40-23:50    | 3 500 000                     | 17,3 %                                  | ,         |
| 5       | Lundi 22 mars 2010 20:40-23:50    | 3 500 000                     | 16,3 %                                  | [ 65 ]    |
| 6       | Lundi 29 mars 2010 20:40-23:50    | 4 000 000                     | 17,3 %                                  | [ 66 ]    |
| 7       | Lundi 5 avril 2010 20:40-23:50    | 4 300 000                     | 20 %                                    | ,         |

| Légende : Saison 1 |

Légende :
Fond vert = Meilleure audience.
Fond rouge = Moins bonne audience.